# فابریس مورو
فابریس مورو (انگلیسی: Fabrice Moreau؛ زادهٔ ۷ اکتبر ۱۹۶۷) بازیکن فوتبال اهل فرانسه است.
از باشگاه‌هایی که در آن بازی کرده‌است می‌توان به باشگاه فوتبال پاری سن ژرمن، باشگاه فوتبال مو، باشگاه فوتبال گراتس، باشگاه فوتبال پاتریک تیسل، باشگاه فوتبال پاریس، باشگاه فوتبال بیجینگ گوان، باشگاه فوتبال لو مان، باشگاه فوتبال رایو وایکانو، باشگاه فوتبال نوتس کانتی، باشگاه فوتبال ستاره سرخ، باشگاه فوتبال المپیک مارسی، باشگاه فوتبال نومانسیا، و باشگاه فوتبال ستاره سرخ بلگراد اشاره کرد.
وی همچنین در تیم ملی فوتبال کامرون بازی کرده‌است.